# 1558
Năm 1558 (số La Mã: MDLVIII) là một năm thường bắt đầu vào thứ bảy trong lịch Julius.

## Sự kiện
- Hàng nghìn người cùng gia quyến và các tướng đi theo Chúa Tiên Nguyễn Hoàng di cư từ Bắc vào Nam, trấn thủ ở vùng Thuận Hóa.
- Triều đại của Elizabeth đệ nhất, Nữ vương của nước Anh và Ireland, bắt đầu.
- Maldives rơi vào vùng ảnh hưởng của người Bồ Đào Nha.